# Prima Răscoală Sârbă
Prima Răscoală Sârbă, izbucnită la 14 februarie 1804 și înfrântă de Imperiul Otoman la 7 octombrie 1813, a avut drept rezultat obținerea unor promisiuni de amnistie generală și autonomie a sârbilor față de Poarta Otomană, reocuparea instalațiilor militare din Serbia de către trupele otomane și izbucnirea celei de-a Doua Răscoale Sârbe, în 1815.
In 1801 a izbucnit o rebeliune a ienicerilor din Serbia. Au ucis vizirul regiunii si s-au declarat independenți. Au mărit taxele sârbilor ceea ce a provocat ura sârbilor. In 1804, rebelii turci au asasinat câțiva lideri ai sârbilor ceea ce a provocat răscoala sârbilor împotriva rebelilor turci. Sârbii s-au aliat cu armatele sultanului care dorea lichidarea ienicerilor rebeli. In acest fel, rebelii turci au fost eliminați din Serbia. Sprijiniți in continuare de Rusia, sârbii au întors armele împotriva armatelor sultanului, luptând pentru autonomie până in 1813 când, abandonați de Rusia, au fost zdrobiți de otomani.
În 1808, Dmitri Nikolaevici Bantici-Kamenski, membru al reprezentanței diplomatice a Rusiei, schița impactul luptelor revoluționare asupra Belgradului: „Orașul însuși înfățișa spectacolul dezolant al numeroaselor distrugeri pricinuite de luptele de stradă, cărora ruinele le serveau drept convingătoare mărturie. Există construcții de piatră, dar rare sunt casele cu sticlă la ferestre: cel mai adesea ochiurile de geam sunt lipite cu hârtie sau pur și simplu rămân deschise în bătaia vântului sălbatic. Întâlnești multe moschei turcești de piatră. Minaretele albe se văd de departe și contribuie mult la frumusețea orașului. Una singură dintre moschei este în funcțiune, celelalte sunt goale... La Belgrad trăiesc destui turci; cea mai mare parte muncesc și trăiesc în mizerie. Este trist să contempli aceste chipuri fără bucurie. Nu e prea agreabil nici să te plimbi pe străzi, căci îți ies adesea în cale șerpi, care abundă aici, ca și șopârlele de altfel... Acest oraș nu are mai mult de 30.000 de locuitori, chiar dacă ai socoti și garnizoana.”